# Ding-dong
Ding-dong – utwór muzyczny polskiego zespołu 2 plus 1 z 1978 roku.

## Informacje ogólne
Piosenkę, pierwotnie zatytułowaną „Free Me”, z angielskim tekstem, napisali Gerhard Duncklau (muzyka) i Ulf Krüger (słowa). Została ona wydana na singlu w Niemczech w 1977 roku. W roku 1978, utwór ukazał się pod tytułem „Ding-dong” na czwartym albumie 2 plus 1 pt. Teatr na drodze, z polskim tekstem Marka Dutkiewicza. Zespół zaprezentował piosenkę na festiwalu w Sopocie w 1978 roku, zdobywając I miejsce.
W słowach utworu wspomniane są osoby Elvisa Presleya i księcia Józefa, a także polska aktorka Pola Negri. Ten ostatni przypadek spotkał się z kontrowersjami, jako że tekst odnosi się do powyższych osób jako zmarłych, podczas gdy w momencie powstania piosenki Negri wciąż żyła.

## Lista ścieżek
- Singel 7" (Polskie Nagrania „Muza”)[2]

A. „Ding-dong”
B. „Windą do nieba”
- Singel 7" (Tonpress)[3][4]

A. „Ding-dong” – 3:35
B. „W ringo graj ze mną” – 2:45

## Pozycje na listach przebojów
| Lista    | Pozycja |
| -------- | ------- |
| Non Stop | 1       |